# دربندنامه
دَربَندنامه نام کتابی قدیمی است که سال‌ها به عنوان منبع اطلاعات دربارهٔ تاریخ کهن شهر دربند قفقاز و داغستان از معروفیت بسیار برخوردار بوده‌است. نسخهٔ اولیه و اصل دربندنامه به فارسی بوده‌است.
اصل فارسی اثر باید مفقود شده باشد، چه دربندنامه را بار دیگر شخصی به نام علی‌یار بن کاظم از متن ترکی به فارسی برگردانید و به شیخ علی خان (ابن فتحعلی) هدیه کرد. شیخ علی خان در ۱۷۹۶ از طرف روس‌ها به سمت «خان دربند و قبه» منصوب گشت. به این ترتیب فعلاً قدیمترین تحریر فارسی دربندنامه تحریری است که در قرن هفدهم وجود داشته‌است.
در نسخهٔ خطی رومیانتسف، مترجم ترکی آن، محمد آوابی آق‌تاشی، به‌صراحت می‌گوید که ترجمهٔ او از روی یک اصل فارسی است، که ولی‌نعمتش خواسته‌است مشکلات عربی و فارسی آن را برایش ساده کند. به گفتهٔ بارتولد، این ولی‌نعمت به نام چوبان بیک، فرزند شمخال، از اخلاف (اوغلو) گری خان، و حتماً یکی از امیرزادگان محلی داغستان بوده‌است.
نخستین نسخهٔ دربندنامه که شناخته شد، نسخه‌ای بود که امامقلی حاکم داغستان در ۱۷۲۲، هنگام اشغال آنجا، به پتر کبیر تقدیم کرد.
نسخه‌های موجود فعلی یا به فارسی است یا به ترکی آذربایجانی. فردی به نام میرزا کاظم‌بیک ویرایشی از دربندنامه را در سال ۱۸۵۱ در سن‌پترزبورگ منتشر کرد. میرزا کاظم‌بیک، خود اهل دربند و نوادهٔ یکی از وزیران قبلی حاکم آنجا، فتحعلی‌خان، بود.
نخستین ترجمهٔ معتبر کتاب به فرانسوی در ۱۸۲۹ به کوشش جی. کلاپروت صورت گرفت.

## دربندنامهٔ جدید
دست‌نوشتهٔ «دربندنامهٔ جدید» در ایام تسلط روس‌ها بر دربند نگارش یافته‌است و اصل آن در مؤسسهٔ خاورشناسی آکادمی علوم روسیه نگهداری می‌شود. نویسنده، که با اثر تاریخی مشهوری به نام دربندنامه آشنا بوده، اثر خود را «کتابی تازه به نام دربندنامه» نامیده‌است. پس از آن، این کتاب با نام «دربندنامهٔ جدید» شناخته شده‌است. نام کامل نویسنده، چنان‌که در پیشگفتار دست‌نوشته آمده، «محمد حیدر» پسر «میرزا آقاسی» بوده که در سال ۱۷۷۶ میلادی در «دربند» متولد شده‌است. «دربندنامهٔ جدید»، مقاله‌ای است کوتاه که بیشتر به تاریخ سیاسی دربند، از بنیان‌گذاری شهر تا پیوستن آن به روسیه (سال ۱۸۰۶ میلادی) و پس از آن، در دورهٔ حکومت «نیکلای اول»، یعنی سال‌های ۱۸۲۵ تا ۱۸۵۵، می‌پردازد. این مقاله، نمونه‌ای از تاریخ‌نگاری سدهٔ نوزدهم میلادی داغستان به زبان فارسی است.